# Basse Marée
Der Basse Marée ist ein kleiner Fluss in Frankreich, der im Département Loire-Atlantique in der Region Pays de la Loire verläuft. Er entspringt im nordöstlichen Gemeindegebiet von Plessé, entwässert generell Richtung Westsüdwest und mündet nach rund 15 Kilometern im Gemeindegebiet von Plessé als rechter Nebenfluss in den Isac.
Der Basse Marée ändert in seinem Verlauf mehrfach den Namen:
- Ruisseau du Bas Village im Oberlauf,
- Basse Marée im Mittelteil und
- Ruisseau de Rozay im Unterlauf.

## Orte am Fluss
(Reihenfolge in Fließrichtung)
- Le Bas Village, Gemeinde Plessé
- Le Coudray, Gemeinde Plessé
- La Mignonnais, Gemeinde Plessé
- Plessé
- Rozay, Gemeinde Plessé
- Saint-Clair, Gemeinde Plessé